# Ovula ovum
Ovula ovum är en snäckart som beskrevs av Carl von Linné 1758. Ovula ovum ingår i släktet Ovula och familjen Ovulidae. Inga underarter finns listade i Catalogue of Life.

## Bildgalleri

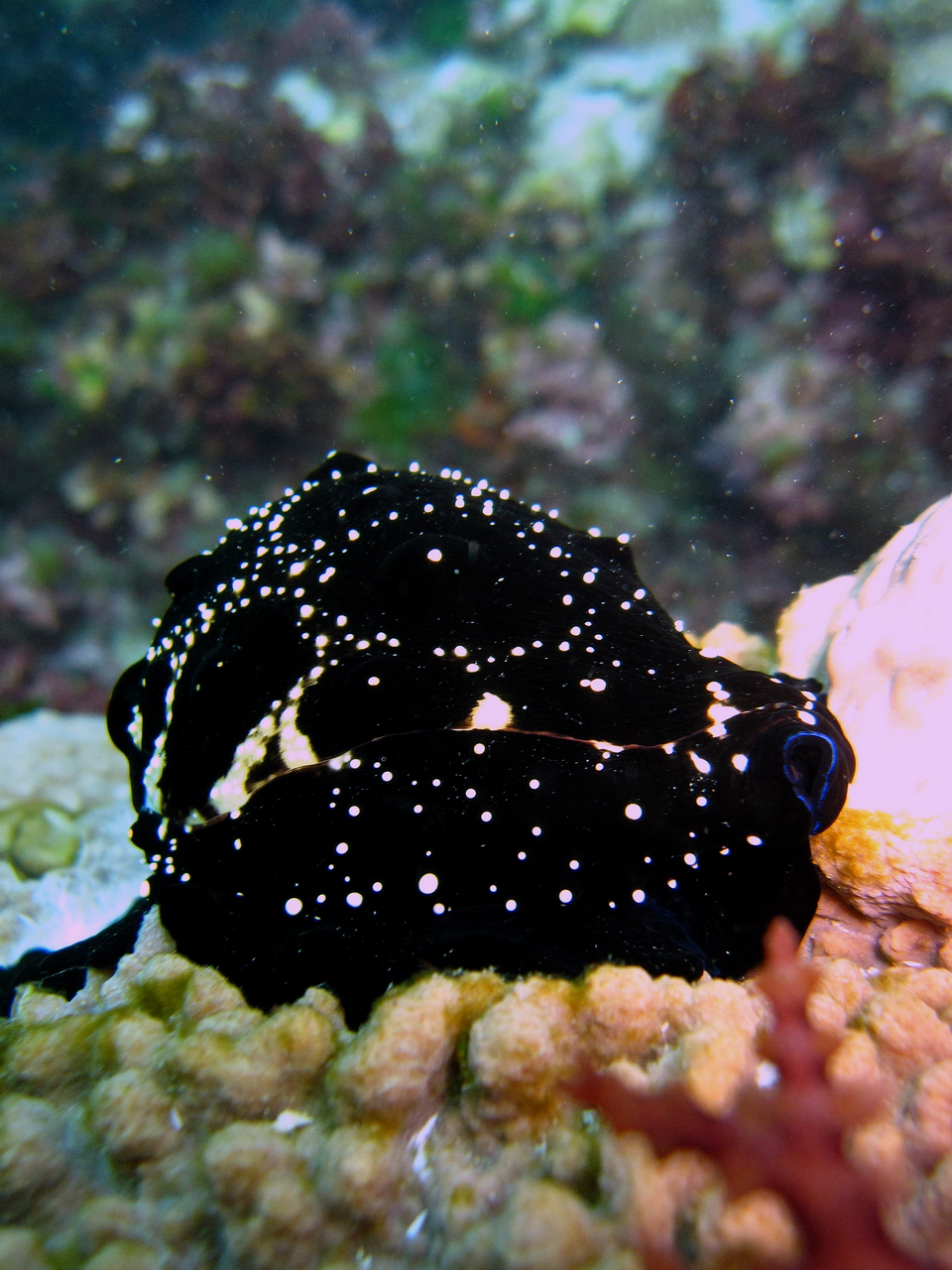
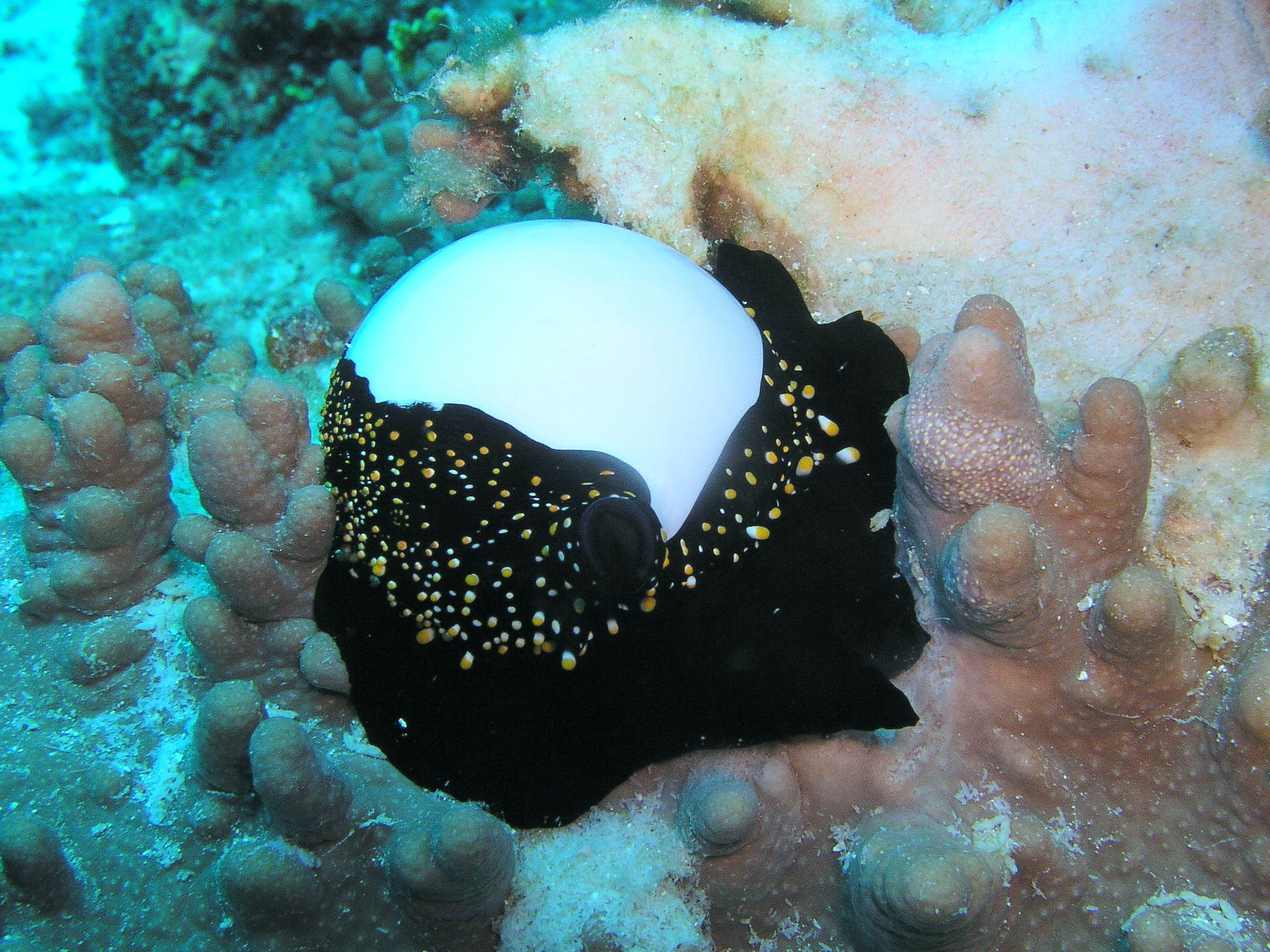
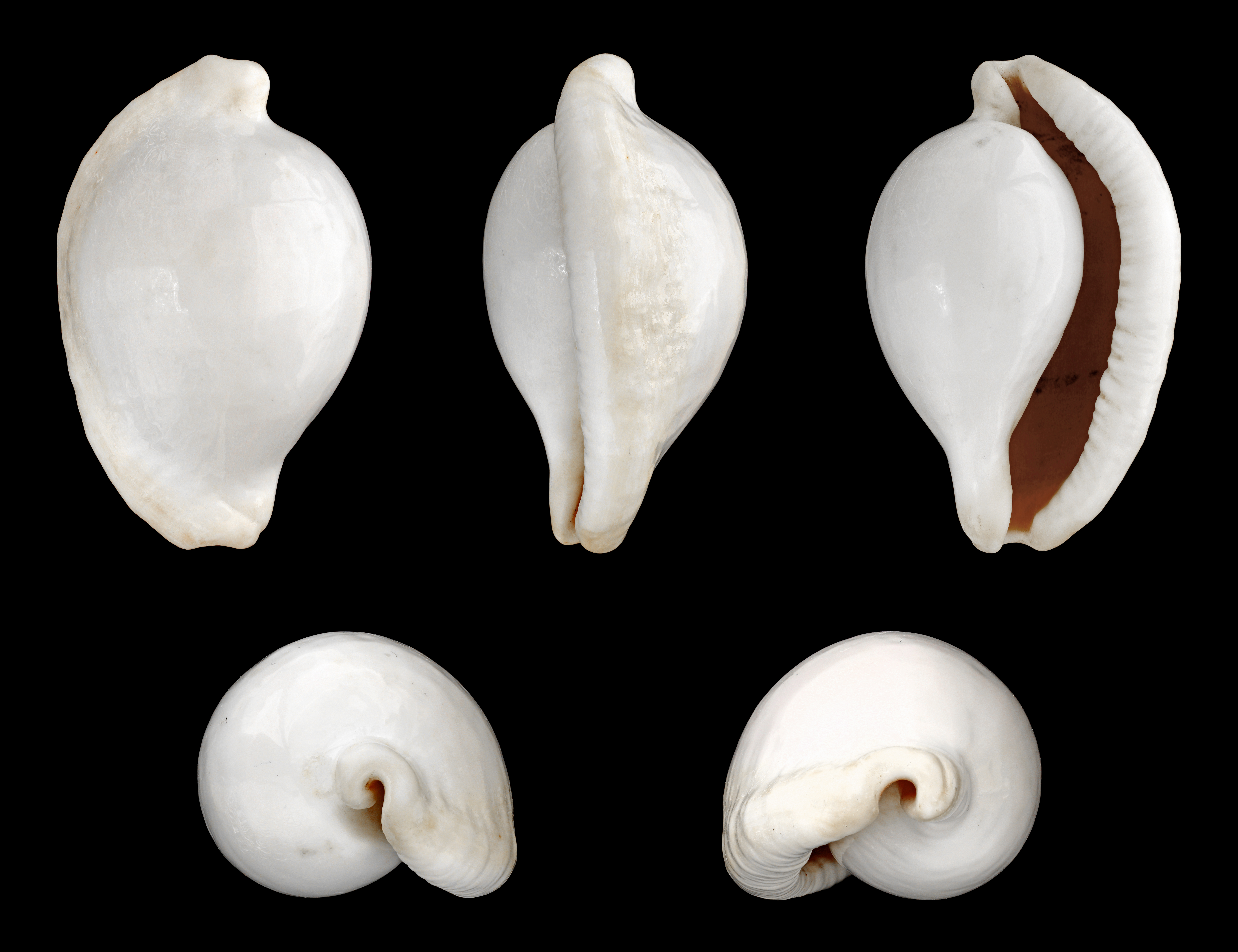